# Hagatjärnen
Hagatjärnen är en sjö i Jokkmokks kommun i Lappland och ingår i Luleälvens huvudavrinningsområde. Sjön har en area på 0,096 kvadratkilometer och ligger 360 meter över havet. Sjön avvattnas av vattendraget Sudokbäcken.

## Delavrinningsområde
Hagatjärnen ingår i det delavrinningsområde (736840-169335) som SMHI kallar för Utloppet av Kåpponisträsket. Medelhöjden är 376 meter över havet och ytan är 16,64 kvadratkilometer. Det finns inga avrinningsområden uppströms utan avrinningsområdet är högsta punkten. Sudokbäcken som avvattnar avrinningsområdet har biflödesordning 3, vilket innebär att vattnet flödar genom totalt 3 vattendrag innan det når havet efter 144 kilometer. Avrinningsområdet består mestadels av skog (60 procent) och sankmarker (30 procent). Avrinningsområdet har 0,88 kvadratkilometer vattenytor vilket ger det en sjöprocent på 5,3 procent.